# Progressief Wervershoof
Progressief Wervershoof was een in de gemeente Medemblik onder de naam PW 2010 opererende Nederlandse lokale politieke partij van linkse signatuur.
De partij werd opgericht in 1974 door een aantal progressief gezinde inwoners van de toenmalige gemeente Wervershoof die hun landelijke politieke voorkeur niet in de gemeentelijke politiek tot uiting konden brengen, omdat die in die jaren gedomineerd werd door de KVP en lokale afsplitsingen van deze partij. Met de leus "De partij waarop u heeft gewacht" nam Progressief Wervershoof in 1974 voor het eerst deel aan de gemeenteraadsverkiezingen en behaalde twee zetels. Tot en met de gemeenteraadsverkiezingen van 2002 heeft de partij - als enige zich links noemende politieke groepering in de gemeente Wervershoof - aan alle gemeenteraadsverkiezingen deelgenomen en telkens twee zetels behaald. Bij de gemeenteraadsverkiezingen van 2006 kreeg Progressief Wervershoof concurrentie van de PvdA. Beide partijen behaalden toen twee zetels. Voorafgaand aan de fusie van Wervershoof met Andijk en Medemblik per 1 januari 2011, nam Progressief Wervershoof onder de nieuwe naam PW 2010 op 24 november 2010 deel aan de herindelingsverkiezing in de fusiegemeente Medemblik. Daarbij behaalde de partij één zetel. Zowel bij de gemeenteraadsverkiezingen van 2014 als van 2018 behaalde PW 2010 opnieuw één zetel. Met ingang van 1 november 2021 fuseerde PW 2010 met de fracties van PWF (Progressief West-Friesland) en de PvdA. De 3 progressieve gemeentelijke partijen gingen gezamenlijk verder onder de naam MORGEN! Deze nieuwe politieke partij behaalde bij de gemeenteraadsverkiezingen van 2022 4 zetels.
Progressief Wervershoof is van 1982 tot 1992 en van 1998 tot 2006 met één wethouder vertegenwoordigd geweest in het college van B&W van de toenmalige gemeente Wervershoof.